# Jeans Coops
 (janvier 2024).
Si vous disposez d'ouvrages ou d'articles de référence ou si vous connaissez des sites web de qualité traitant du thème abordé ici, merci de compléter l'article en donnant les références utiles à sa vérifiabilité et en les liant à la section « Notes et références ».
Jeans Coops, né et mort à des dates inconnues, est un bobeur belge.

## Carrière
Jeans Coops est présent aux Championnats du monde 1939 à Saint-Moritz et remporte une médaille d'or en bob à deux.

## Palmarès

### Championnats du monde
- : médaillé d'or en bob à deux aux Championnats du monde 1939.